# Cinema de Taiwan
O Cinema de Taiwan ganhou expressão mundial entre o final dos anos 1990 e dos anos 2000, principalmente por meio dos trabalhos dos diretores Hou Hsiao-Hsien, Edward Yang, Ang Lee e Tsai Ming-Liang (que apesar de malaio, realiza suas obras em Taiwan).